# Al-Dasma
al-Dasma (arabiska: اَلدَّسْمَة), även transkriberat ad-Dasma, är ett distrikt (mintaqa) i Kuwait. Det ligger i Huvudstadsprovinsen och huvudstaden Kuwait. al-Dasma hade 17 585 invånare 2015.